# Kirchdorf (Bockelnhagen)

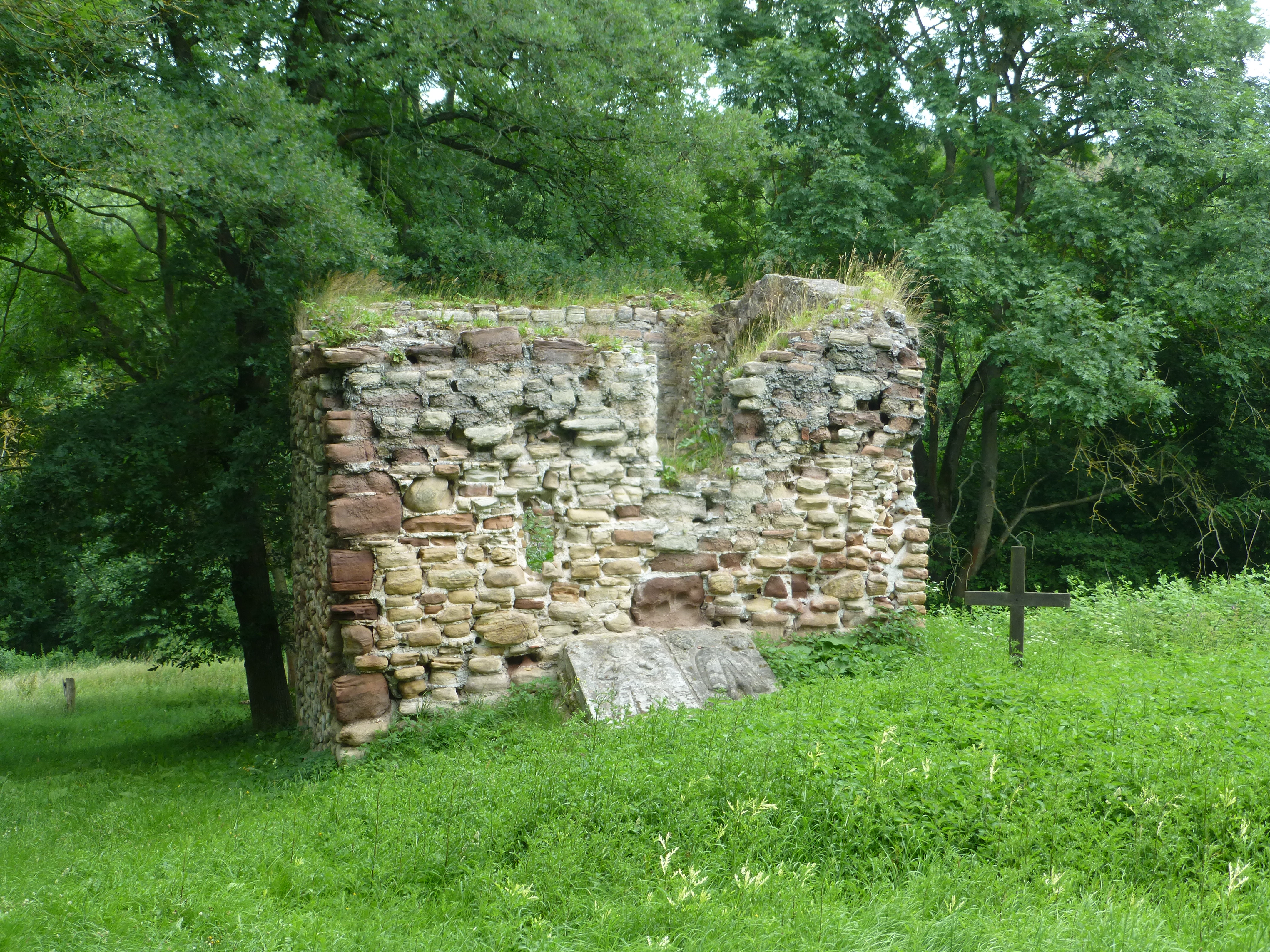
Wüstung Kirchdorf (ehemalige Kirche)

Die Wüstung Kirchdorf war ein Kirchdorf im Tal der Weilroder Eller nahe Bockelnhagen im Landkreis Eichsfeld in Nordthüringen.

## Lage
Das Dorf lag südlich der Weilroder Eller und westlich dessen kleinen Zuflusses Scherenberggraben zwischen Bockelnhagen im Osten, Silkerode im Nordwesten und Zwinge im Westen. Unmittelbar südöstlich befindet sich der Allerberg mit der Allerburg. Im Ellertal verläuft die Landesstraße L 1013.

## Geschichte
Urkundlich wurde der Ort bereits 1032 erstmals genannt, als ein Heydenriech Rieme dem Kloster Pöhlde eine Hufe Land schenkte. Er gehörte zum Gerichtsbezirk der Burg Allerburg. Kirchdorf war Sitz des gleichnamigen Rittergeschlechts de Kirchdorf. Bei Grenzstreitigkeiten zwischen den Herzögen von Braunschweig, den Grafen von Hohnstein und dem Bistum Mainz sollen Anfang des 15. Jahrhunderts das Dorf Kirchberg und weitere Orte zerstört worden sein.
Wann der Ort aufgegeben wurde, ist nicht genau bekannt, vermutlich nach der Reformationszeit. Die Kirche selbst wurde noch lange bis Anfang des 19. Jahrhunderts genutzt.

## Kirche
Die Kirche war der Heiligen Maria geweiht und Mutterkirche für die Kirchen und Kapellen im Umland. Die Kirche diente zudem den Herren der nahen Allerburg als Schlosskapelle und Grablege. Das Gotteshaus war wohl schon 1392 baufällig, denn die Grafen von Honstein-Lare-Klettenberg versprachen, dass sie nach dem Tode des Hans von Bockelnhagen zwölf Mark zum Bau der Kirche zu Kirchdorf geben wollen.
Die heute noch vorhandenen Reste der Kirche entsprechen nach der Stilform noch dem Stil der umgebauten Kirche von 1392. Am 3. Februar 1625 berichtete eine Kommission aus Braunschweig schriftlich kritisch über die  intakte Kirche. Obwohl das Dorf längst verlassen worden ist, diente die Kirche noch 1804 gottesdienstlich. Grabsteine und Epitaphe erinnern an die Wirkungsstätte des Gotteshauses.
1786 wurde eine Instandsetzung der Kirche bestätigt. 1789 soll das Dach stark beschädigt gewesen sein. 1790 waren die Kirchenglocken defekt und 1804 endeten die Einnahmen und die Abrechnungen. Die Kirche wurde aufgegeben. Vom Vermögen wurde der Bau der Kirche in Bockelnhagen mit den letzten 213 Talern unterstützt. Erhalten geblieben sind Reste des ursprünglichen Kirchturmes.
Der Einsatz von Bürgern und Gemeindemitgliedern der Nachbardörfer und durch Fördermittel des Landkreises Eichsfeld wurden das Gelände und die Ruine in das Blickfeld der Öffentlichkeit gebracht. Am 16. August 1997 fand hier ein Gottesdienst statt.
In der Kirchmauer befindet sich der Grabstein des Heidenreich Rieme (gest. 1300), der um 1539 durch Jost von Minnigerode gefunden, wiederhergestellt und eingebaut wurde. Zwei weitere stärker verwitterte Grabsteine (vermutlich Hans von Minnigerode 1650 und Hedwig Dorothea von Minningerode, geb. von Bühlow 1663) liegen vor der südlichen Kirchenwand.

## Rittergeschlecht von Kirchdorf
Nach dem Ort benannte sich ein lokales Rittergeschlecht. Vertreter waren 1154 Meingo de Kirchdorf und 1216 bzw. 1229 Johannes de Kiresdorf. Bis ins 14. Jahrhundert erscheinen sie in Urkunden insbesondere der Klöster Pöhlde und Walkenried.